# Faglia di Garlock

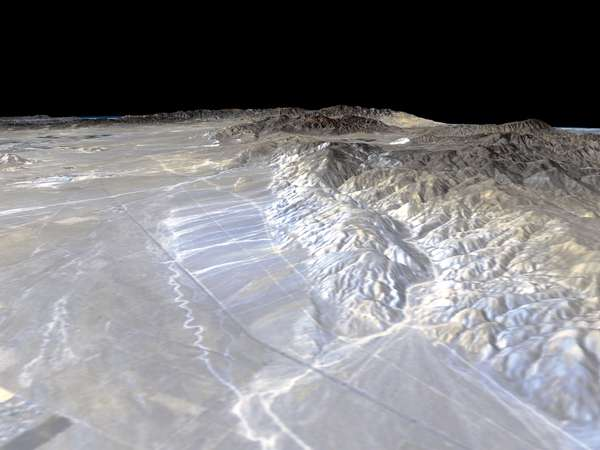
Vista prospettica della Faglia di Garlock

La faglia di Garlock (in inglese, Garlock Fault) è una faglia geologica che si estende per 250 km attraverso la California di cui è la seconda faglia per lunghezza. È situata principalmente lungo la base meridionale dei monti Tehachapi e confina con le estremità meridionale della Sierra Nevada e con le valli della provincia geologica di Basin and Range.
La faglia di Garlock si incrocia con la faglia di Sant'Andrea nella Antelope Valley, verso est fino alla parte orientale del deserto del Mojave. Essa prende il nome dalla storica città mineraria di Garlock, fondata nel 1894 da Eugene Garlock e ora divenuta una città fantasma.

## Attività
La faglia di Garlock si muove ad una velocità compresa tra 2 e 11 mm l'anno, con una media di slittamento di circa 7 millimetri.
Essa non è considerata una faglia particolarmente attiva e raramente le scosse sismiche sono state rilevate dagli esseri umani; nonostante ciò, si pensa che in futuro ci sarà un terremoto più forte causato da un altro movimento sismico.
La più recente attività sismica degna di nota è stata di magnitudo 5,7 vicino alla città di Mojave in data 11 luglio 1992. Si pensa sia stata innescata dal terremoto vicino alla località di Landers, avvenuta appena due settimane prima.
L'ultima rottura significativa della faglia di Garlock si crede sia avvenuta tra il 1050 e il 1500 d.C.